# Бурштинський трамвай
Бурштинський трамвай — трамвайна система, яку планувалося спорудити у місті Бурштин у 60-х роках 20 століття.

## Історія
У травні 1965 року для сполучення селища Бурштин із Бурштинською ДРЕС, що в той час якраз будувалася, було розпочато будівництво одноколійної трамвайної лінії протяжністю 8 км. Лінія будувалася із шириною колії 1000 мм. На трамвайний маршрут мали вийти трамваї, передані із Чернівців, де на той час планувалося закриття трамвайного руху. Відкриття руху планувалося на 1966 рік. Однак невдовзі роботи з невідомих причин було припинено, проте ще довгий час на частині майбутньої лінії лежали рейки.